# 社港镇
社港为中国湖南省浏阳市下辖镇，由原社港镇和大洛乡于1995年合并设置，位于浏阳市北部。辖域南半部依次与沙市、龙伏、淳口和古港镇接壤，北半部依次与平江县安定镇、长沙县双江镇毗邻。全镇辖域总面积175.4平方公里，总人口42,452人(2000年人口普查)，下辖3个社区、13个行政村。

## 现行行政区划
全镇下辖3个社区、13个行政村，分别为镇北社区、社港社区和新光社区，周洛村、清源村、浏北村、永兴村、龙华村、汇源村、源田村、清江村、合盛村、丹霞村、淮洲村、石牛村和高寿村。